# Endiandra sankeyana
Endiandra sankeyana là loài thực vật có hoa trong họ Nguyệt quế. Loài này được F.M.Bailey miêu tả khoa học đầu tiên năm 1893.